# 中子发生器

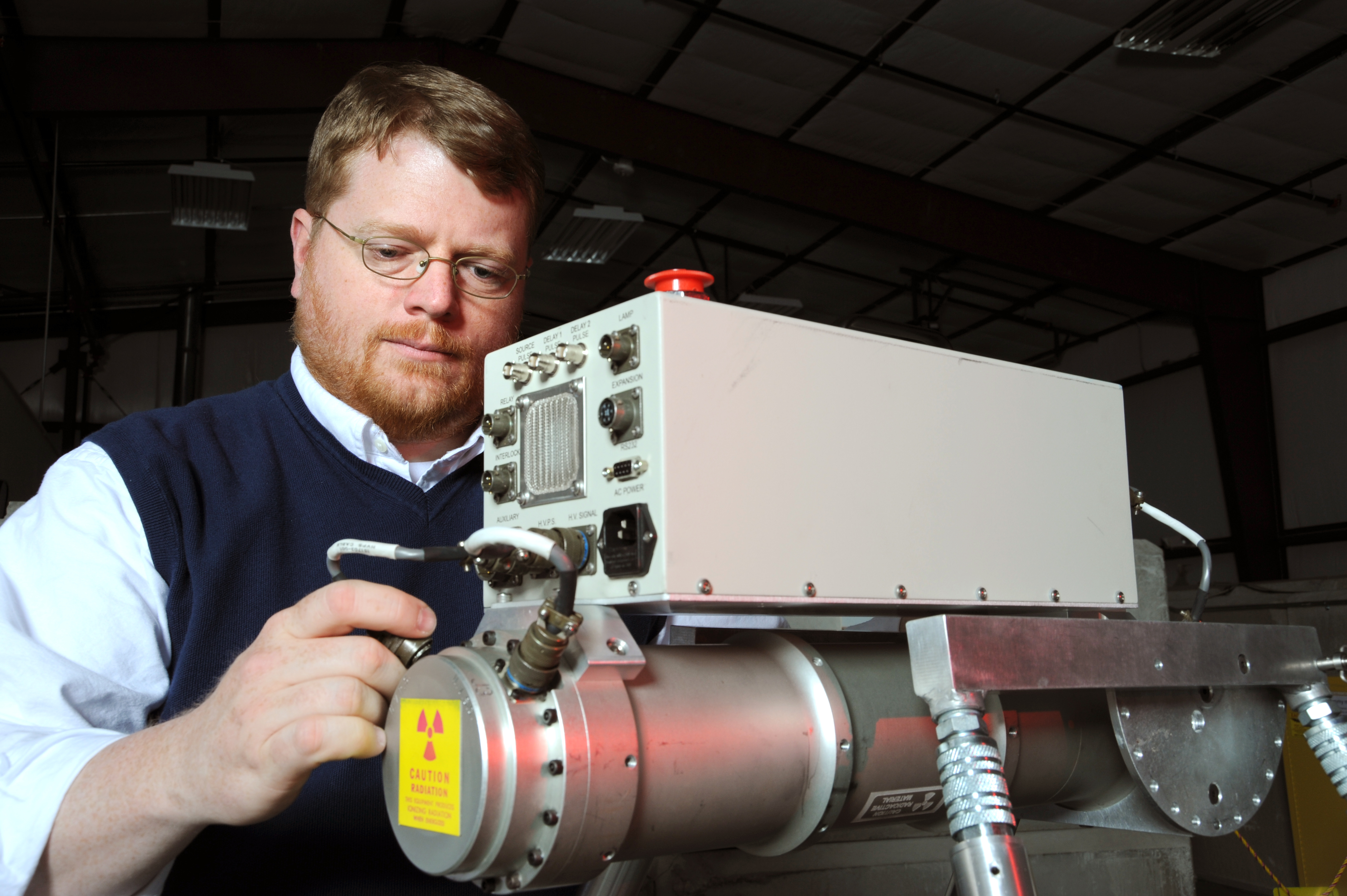
物理学家操作中子发生器

中子发生器是一种包含线性粒子加速器的中子源设备。它通过将氢的同位素聚合在一起來产生中子。中子发生器會產生核聚变反应。中子发生器的概念最早是由欧内斯特·卢瑟福的团队於1930年代早期在卡文迪许实验室提出。